# Federico Montañana
Federico Montañana Alba (Valencia, 26 de febrero de 1928-Figueras, 26 de diciembre de 2005) fue un pintor, grabador y escenógrafo español que formó parte de la primera generación de pintores de vanguardia de la posguerra y fue uno de los fundadores en Valencia del Grupo Z.

## Biografía
Formado en la Escuela Superior de la Real Academia de Bellas Artes de San Carlos, es considerado uno de los vanguardistas de la pintura valenciana tras la Guerra Civil en la segunda mitad de los años 1940, representada por el Grupo Z que integraron artistas como Vicente Beltrán, Franciso Carreño y Rafael Pérez Contel, entre otros. En esta etapa inicial desarrolló una «neofiguración muy disuelta» y gran riqueza cromática propia marcada por los entornos luminosos de sus lugares de trabajo en la provincia de Valencia y la de Alicante y, en contraste, también destacaba en las naturalezas muertas. En 1946 obtuvo su primer premio importante con la medalla de Arte Universitario y después el Premio Roma (1948). En 1949 ganó una beca-pensión de la Diputación de Valencia con su obra plástica, Figura, con la que pudo ampliar su formación en Madrid. Regresó a Valencia después y trabajó como escenógrafo teatral, donde destacó en diversos montajes como La Dama Duende o La enamorada del Rey. En esta época ganó una medalla en la Bienal Hispano-Iberoamericana de 1951 y el premio del Salón de Otoño de Valencia en 1957.
En los años 1960 viajó a París y cursó estudios como grabador en la Ecole Nationale des Beaux Arts, teniendo como profesor a Edouard Goerg. Aunque pasaba temporadas en España, terminó por establecerse definitivamente en la capital francesa, donde vivió el resto de su vida. En París se unió al movimiento artístico La jeune peinture. Premio Othon Friez en 1963 por sus grabados en Francia, en su última etapa evolucionó hacia la «abstracción gestual», sin perder la fuerza del cromatismo y la limpieza de línea que siempre le caracterizó.
Federico Montañana pasaba las navidades y vacaciones estivales en España, en Valencia o en Calpe (Alicante). En las navidades de 2005, a la altura de la ciudad catalana de Figueras, falleció repentinamente a bordo del tren en el que viaja desde París para pasar esas fechas en su ciudad natal.